# Campeonato Sudamericano de Fútbol Sub-17 de 2007
El Campeonato Sudamericano Sub-17 de 2007 fue la duodécima edición del torneo de fútbol Sudamericano Sub-17 organizado por la Conmebol. 
Disputado en Ecuador entre el 4 y el 26 de marzo de 2007, la competición se desarrolló en siete sedes y otorgó cuatro plazas para la Copa Mundial Sub-17 de 2007 organizada por la FIFA, que se llevó a cabo entre el 18 de agosto y el 9 de septiembre de 2007 en Corea del Sur.
Los representantes sudamericanos fueron Brasil, Colombia, Argentina y Perú.  Las sedes del torneo fueron Ambato, Azogues, Cuenca, Ibarra, Latacunga, Quito y Riobamba.

## Participantes
Participaron las diez selecciones nacionales de fútbol afiliadas a la Conmebol:
| Equipos participantes | Equipos participantes | Equipos participantes | Equipos participantes | Equipos participantes |
| --------------------- | --------------------- | --------------------- | --------------------- | --------------------- |
| Argentina             | Bolivia               | Brasil                | Chile                 | Colombia              |
| Ecuador               | Paraguay              | Perú                  | Uruguay               | Venezuela             |

## Sedes
| Quito                        | Quito                                                 | Quito                             | Quito |
| ---------------------------- | ----------------------------------------------------- | --------------------------------- | ----- |
|                              | Estadio Olímpico Atahualpa                            |                                   |       |
|                              | Capacidad: 35 742                                     |                                   |       |
|                              |                                                       |                                   |       |
| Azogues                      | Quito Azogues Latacunga Ibarra Riobamba Cuenca Ambato | Cuenca                            |       |
| Estadio Jorge Andrade Cantos | Quito Azogues Latacunga Ibarra Riobamba Cuenca Ambato | Estadio Alejandro Serrano Aguilar |       |
| Capacidad: 15 000            | Quito Azogues Latacunga Ibarra Riobamba Cuenca Ambato | Capacidad: 22 000                 |       |
|                              | Quito Azogues Latacunga Ibarra Riobamba Cuenca Ambato |                                   |       |
| Ibarra                       | Quito Azogues Latacunga Ibarra Riobamba Cuenca Ambato | Latacunga                         |       |
| Estadio Olímpico de Ibarra   | Quito Azogues Latacunga Ibarra Riobamba Cuenca Ambato | Estadio La Cocha                  |       |
| Capacidad: 17 300            | Quito Azogues Latacunga Ibarra Riobamba Cuenca Ambato | Capacidad: 15 000                 |       |
|                              | Quito Azogues Latacunga Ibarra Riobamba Cuenca Ambato |                                   |       |
| Ambato                       | Quito Azogues Latacunga Ibarra Riobamba Cuenca Ambato | Riobamba                          |       |
| Estadio Bellavista           | Quito Azogues Latacunga Ibarra Riobamba Cuenca Ambato | Estadio Olímpico de Riobamba      |       |
| Capacidad: 18 000            | Quito Azogues Latacunga Ibarra Riobamba Cuenca Ambato | Capacidad: 20 000                 |       |
|                              | Quito Azogues Latacunga Ibarra Riobamba Cuenca Ambato |                                   |       |

## Primera fase
Los equipos están divididos en dos grupos de cinco, clasificando para la segunda fase los tres equipos mejores clasificados. La hora de los partidos están expresados en GMT.

### Grupo A
| Equipo  | Pts | PJ | PG | PE | PP | GF | GC | Dif |
| ------- | --- | -- | -- | -- | -- | -- | -- | --- |
| Perú    | 7   | 4  | 2  | 1  | 1  | 7  | 5  | +2  |
| Ecuador | 7   | 4  | 2  | 1  | 1  | 6  | 5  | +1  |
| Brasil  | 6   | 4  | 2  | 0  | 2  | 14 | 9  | +5  |
| Bolivia | 6   | 4  | 2  | 0  | 2  | 5  | 11 | -6  |
| Chile   | 3   | 4  | 1  | 0  | 3  | 3  | 5  | -2  |

| 4 de marzo de 2007, 19:00 | Ecuador | 0:1 (0:1) | Bolivia              | Olímpico, Riobamba                     |                                        |
|                           |         | Reporte   | Carlos Sabja 45' (p) | Árbitro(s): Gabriel Favale (Argentina) | Árbitro(s): Gabriel Favale (Argentina) |

| 4 de marzo de 2007, 21:10 | Brasil      | 1:2 (0:1) | Perú                                     | Olímpico, Riobamba                   |                                      |
|                           | Lulinha 51' | Reporte   | Reimond Manco 18' Christian La Torre 62' | Árbitro(s): Líber Prudente (Uruguay) | Árbitro(s): Líber Prudente (Uruguay) |

| 6 de marzo de 2007, 19:00 | Bolivia             | 1:4 (1:1) | Perú                                                                               | Olímpico, Riobamba                  |                                     |
|                           | Fernando Saucedo 9' | Reporte   | Reimond Manco 31' Christian La Torre 65' Néstor Duarte 75' Jairo Hernández 90' (p) | Árbitro(s): Denis Duque (Venezuela) | Árbitro(s): Denis Duque (Venezuela) |

| 6 de marzo de 2007, 21:10 | Ecuador             | 1:0 (0:0) | Chile | Olímpico, Riobamba                   |                                      |
|                           | Rodrigo Puetate 50' | Reporte   |       | Árbitro(s): Antonio Arias (Paraguay) | Árbitro(s): Antonio Arias (Paraguay) |

| 8 de marzo de 2007, 22:00 | Bolivia                                | 2:7 (1:4) | Brasil                                                       | Bellavista, Ambato                     |                                        |
|                           | Juan Pablo Zabala 38' Diego Suárez 91' | Reporte   | Fellipe 16' Fabio 21' Lulinha 29', 45', 65' (p), 84 Alex 49' | Árbitro(s): Gabriel Favale (Argentina) | Árbitro(s): Gabriel Favale (Argentina) |

| 8 de marzo de 2007, 00:10 | Perú              | 1:3 (0:0) | Chile                                          | Bellavista, Ambato                       |                                          |
|                           | Luis Trujillo 80' | Reporte   | Miguel Escalona 47' Danilo Bustos 72', 88' (p) | Árbitro(s): Hernando Buitrago (Colombia) | Árbitro(s): Hernando Buitrago (Colombia) |

| 10 de marzo de 2007, 21:00 | Ecuador | 0:0     | Perú | Bellavista, Ambato                   |                                      |
|                            |         | Reporte |      | Árbitro(s): Líber Prudente (Uruguay) | Árbitro(s): Líber Prudente (Uruguay) |

| 10 de marzo de 2007, 23:10 | Brasil                | 2:0 (2:0) | Chile | Bellavista, Ambato                   |                                      |
|                            | Maicon 9' Fellipe 42' | Reporte   |       | Árbitro(s): Antonio Arias (Paraguay) | Árbitro(s): Antonio Arias (Paraguay) |

| 12 de marzo de 2007, 19:00 | Brasil                             | 4:5 (1:2) | Ecuador                                                    | La Cocha, Latacunga                      |                                          |
|                            | Lulinha 2', 53' Álex 88' Fabio 92' | Reporte   | Ángel Marín 3', 69 Pablo Ochoa 35', 50' Miller Bolaños 74' | Árbitro(s): Hernando Buitrago (Colombia) | Árbitro(s): Hernando Buitrago (Colombia) |

| 12 de marzo de 2007, 21:10 | Chile | 0:1 (0:1) | Bolivia          | La Cocha, Latacunga                    |                                        |
|                            |       | Reporte   | Diego Suárez 16' | Árbitro(s): Gabriel Favale (Argentina) | Árbitro(s): Gabriel Favale (Argentina) |

### Grupo B
| Equipo    | Pts | PJ | PG | PE | PP | GF | GC | Dif |
| --------- | --- | -- | -- | -- | -- | -- | -- | --- |
| Argentina | 8   | 4  | 2  | 2  | 0  | 7  | 2  | +5  |
| Colombia  | 8   | 4  | 2  | 2  | 0  | 5  | 2  | +3  |
| Venezuela | 5   | 4  | 1  | 2  | 1  | 6  | 8  | -2  |
| Uruguay   | 4   | 4  | 1  | 1  | 2  | 7  | 6  | +1  |
| Paraguay  | 1   | 4  | 0  | 1  | 3  | 3  | 10 | -7  |

| 5 de marzo de 2007, 19:00 | Argentina                                                                             | 4:0 (2:0) | Paraguay | Jorge Andrade Cantos, Azogues          |                                        |
|                           | Damián Martínez 15' Cristian Gaitán 24' Eduardo Salvio 47' Andrés Matías Quintana 89' | Reporte   |          | Árbitro(s): Alfredo Intriago (Ecuador) | Árbitro(s): Alfredo Intriago (Ecuador) |

| 5 de marzo de 2007, 21:10 | Uruguay                                                                  | 4:1 (2:0) | Venezuela                  | Jorge Andrade Cantos, Azogues      |                                    |
|                           | Jonathan Urretavizcaya 21' Santiago Silva 39', 68' Rodrigo Pastorini 73' | Reporte   | Yonathan del Valle 90' (p) | Árbitro(s): Georges Buckley (Perú) | Árbitro(s): Georges Buckley (Perú) |

| 7 de marzo de 2007, 20:00 | Argentina | 0:0     | Colombia | Alejandro Serrano Aguilar, Cuenca    |                                      |
|                           |           | Reporte |          | Árbitro(s): Salvio Fagundes (Brasil) | Árbitro(s): Salvio Fagundes (Brasil) |

| 7 de marzo de 2007, 22:10 | Uruguay                                  | 2:2 (0:0) | Paraguay                               | Alejandro Serrano Aguilar, Cuenca |                                  |
|                           | Santiago Silva 58' Rodrigo Pastorini 63' | Reporte   | Carlos Martínez 56' Juan Maldonado 80' | Árbitro(s): Jorge Osorio (Chile)  | Árbitro(s): Jorge Osorio (Chile) |

| 9 de marzo de 2007, 22:00 | Uruguay | 0:1 (0:1) | Colombia             | Alejandro Serrano Aguilar, Cuenca      |                                        |
|                           |         | Reporte   | Cristian Nazarit 39' | Árbitro(s): Alfredo Intriago (Ecuador) | Árbitro(s): Alfredo Intriago (Ecuador) |

| 9 de marzo de 2007, 00:10+ | Venezuela                           | 2:1 (2:1) | Paraguay         | Alejandro Serrano Aguilar, Cuenca     |                                       |
|                            | Jhonny Mirabal 17' Gustavo Páez 22' | Reporte   | César Benítez 8' | Árbitro(s): Óscar Maldonado (Bolivia) | Árbitro(s): Óscar Maldonado (Bolivia) |

| 11 de marzo de 2007, 19:00 | Argentina          | 1:1 (1:0) | Venezuela              | Jorge Andrade Cantos, Azogues    |                                  |
|                            | Nicolás Mazzola 9' | Reporte   | Yonathan del Valle 68' | Árbitro(s): Jorge Osorio (Chile) | Árbitro(s): Jorge Osorio (Chile) |

| 11 de marzo de 2007, 21:10 | Colombia                              | 2:0 (2:0) | Paraguay | Jorge Andrade Cantos, Azogues     |                                   |
|                            | Santiago Tréllez 31' Miguel Julio 37' | Reporte   |          | Árbitro(s): Georges Bucley (Perú) | Árbitro(s): Georges Bucley (Perú) |

| 13 de marzo de 2007, 22:00 | Argentina                                       | 2:1 (1:1) | Uruguay        | Alejandro Serrano Aguilar, Cuenca    |                                      |
|                            | Juan Manuel Sánchez Miño 4' Nicolás Mazzola 62' | Reporte   | Juan Gómez 32' | Árbitro(s): Salvio Fagundes (Brasil) | Árbitro(s): Salvio Fagundes (Brasil) |

| 13 de marzo de 2007, 00:10 | Colombia                             | 2:2 (0:0) | Venezuela                          | Alejandro Serrano Aguilar, Cuenca     |                                       |
|                            | Jorge Mosquera 67' Ricardo Serna 80' | Reporte   | Gustavo Páez 85' Richard López 89' | Árbitro(s): Óscar Maldonado (Bolivia) | Árbitro(s): Óscar Maldonado (Bolivia) |

## Fase final
Clasifican a la fase final los mejores tres equipos de cada grupo de la primera fase. La fase final consiste en un grupo de seis equipos en el que se enfrentan todos contra todos una vez. Los primeros cuatro clasificados obtienen la clasificación para la Copa Mundial de Fútbol Sub-17 de 2007.
| Equipo    | Pts | PJ | PG | PE | PP | GF | GC | Dif |
| --------- | --- | -- | -- | -- | -- | -- | -- | --- |
| Brasil    | 13  | 5  | 4  | 1  | 0  | 15 | 2  | +13 |
| Colombia  | 10  | 5  | 3  | 1  | 1  | 11 | 3  | +8  |
| Argentina | 8   | 5  | 2  | 2  | 1  | 6  | 5  | +1  |
| Perú      | 5   | 5  | 1  | 2  | 2  | 5  | 11 | -6  |
| Venezuela | 4   | 5  | 1  | 1  | 3  | 3  | 12 | -9  |
| Ecuador   | 1   | 5  | 0  | 1  | 4  | 5  | 12 | -7  |

| 16 de marzo de 2007, 14:30 | Ecuador            | 1:2 (0:1) | Colombia                               | Olímpico, Ibarra                     |                                      |
|                            | Miller Bolaños 70' | Reporte   | Cristian Nazarit 25' Ricardo Serna 87' | Árbitro(s): Salvio Fagundes (Brasil) | Árbitro(s): Salvio Fagundes (Brasil) |

| 16 de marzo de 2007, 18:40 | Argentina | 0:2 (0:1) | Brasil                 | Olímpico, Ibarra                     |                                      |
|                            |           | Reporte   | Maicon 45' Lulinha 56' | Árbitro(s): Antonio Arias (Paraguay) | Árbitro(s): Antonio Arias (Paraguay) |

| 16 de marzo de 2007, 20:50 | Perú                                 | 2:1 (1:0) | Venezuela                  | Olímpico, Ibarra                 |                                  |
|                            | Christian La Torre 1' César Ruiz 81' | Reporte   | Yonathan del Valle 59' (p) | Árbitro(s): Jorge Osorio (Chile) | Árbitro(s): Jorge Osorio (Chile) |

| 18 de marzo de 2007, 14:30 | Ecuador | 0:1 (0:0) | Venezuela        | Olímpico, Ibarra                   |                                    |
|                            |         | Reporte   | Ángel Rivera 50' | Árbitro(s): Georges Buckley (Perú) | Árbitro(s): Georges Buckley (Perú) |

| 18 de marzo de 2007, 18:40 | Argentina                                 | 2:1 (1:1) | Colombia               | Olímpico, Ibarra                     |                                      |
|                            | Alexis Machuca 45' Santiago Fernández 86' | Reporte   | James Rodríguez 8' (p) | Árbitro(s): Líber Prudente (Uruguay) | Árbitro(s): Líber Prudente (Uruguay) |

| 18 de marzo de 2007, 20:50 | Perú | 0:4 (0:2) | Brasil                          | Olímpico, Ibarra                       |                                        |
|                            |      | Reporte   | Fabio 10', 73' Lulinha 29', 75' | Árbitro(s): Alfredo Intriago (Ecuador) | Árbitro(s): Alfredo Intriago (Ecuador) |

| 20 de marzo de 2007, 14:30 | Brasil                                       | 4:0 (2:0) | Venezuela | Olímpico, Ibarra                 |                                  |
|                            | Lulinha 17' Fabio 43' Bernardo 59' Tales 75' | Reporte   |           | Árbitro(s): Jorge Osorio (Chile) | Árbitro(s): Jorge Osorio (Chile) |

| 20 de marzo de 2007, 18:40 | Argentina                              | 2:0 (0:0) | Ecuador | Olímpico, Ibarra                      |                                       |
|                            | Nicolás Mazzola 46' Eduardo Salvio 57' | Reporte   |         | Árbitro(s): Óscar Maldonado (Bolivia) | Árbitro(s): Óscar Maldonado (Bolivia) |

| 20 de marzo de 2007, 20:50 | Perú | 0:3 (0:2) | Colombia                                                   | Olímpico, Ibarra                       |                                        |
|                            |      | Reporte   | Cristian Nazarit 29' James Rodríguez 35' Ricardo Chará 71' | Árbitro(s): Gabriel Favale (Argentina) | Árbitro(s): Gabriel Favale (Argentina) |

| 23 de marzo de 2007, 20:00 | Colombia | 0:0     | Brasil | La Cocha, Latacunga                    |                                        |
|                            |          | Reporte |        | Árbitro(s): Alfrego Intriago (Ecuador) | Árbitro(s): Alfrego Intriago (Ecuador) |

| 23 de marzo de 2007, 22:10 | Argentina          | 1:1 (0:0) | Venezuela             | La Cocha, Latacunga                  |                                      |
|                            | Eduardo Salvio 47' | Reporte   | Franco Signorelli 83' | Árbitro(s): Líber Prudente (Uruguay) | Árbitro(s): Líber Prudente (Uruguay) |

| 23 de marzo de 2007, 00:20 | Perú                                | 2:2 (1:2) | Ecuador             | La Cocha, Latacunga                  |                                      |
|                            | Daniel Sánchez 4' Reimond Manco 81' | Reporte   | Erick Minda 3', 20' | Árbitro(s): Antonio Arias (Paraguay) | Árbitro(s): Antonio Arias (Paraguay) |

| 25 de marzo de 2007, 19:00 | Colombia                                                                | 5:0 (2:0) | Venezuela | Olímpico Atahualpa, Quito        |                                  |
|                            | Santiago Tréllez 14' Cristian Nazarit 32', 58', 81' James Rodríguez 83' | Reporte   |           | Árbitro(s): Jorge Osorio (Chile) | Árbitro(s): Jorge Osorio (Chile) |

| 25 de marzo de 2007, 21:10 | Brasil                                             | 5:2 (4:0) | Ecuador                             | Olímpico Atahualpa, Quito              |                                        |
|                            | Lulinha 11' Bernardo 18' Fabio 24', 33' Maicon 57' | Reporte   | Ángel Marín 60' Bryan Rodríguez 79' | Árbitro(s): Gabriel Favale (Argentina) | Árbitro(s): Gabriel Favale (Argentina) |

| 25 de marzo de 2007, 23:30 | Perú                      | 1:1 (1:1) | Argentina              | Olímpico Atahualpa, Quito             |                                       |
|                            | Jairo Hernández 45'+2 (p) | Reporte   | Santiago Fernández 21' | Árbitro(s): Óscar Maldonado (Bolivia) | Árbitro(s): Óscar Maldonado (Bolivia) |

|                           |
| Bandera de Brasil         |
| Campeón Brasil 8.º título |

## Cuadro General 2007
|    | Selección | Pts. | PJ | PG | PE | PP | GF | GC | Dif. |
| 1  | Brasil    | 19   | 9  | 6  | 1  | 2  | 29 | 11 | 18   |
| 2  | Colombia  | 18   | 9  | 5  | 3  | 1  | 16 | 5  | 11   |
| 3  | Argentina | 16   | 9  | 4  | 4  | 1  | 13 | 7  | 6    |
| 4  | Perú      | 12   | 9  | 3  | 3  | 3  | 12 | 16 | -4   |
| 5  | Venezuela | 9    | 9  | 2  | 3  | 4  | 9  | 20 | -11  |
| 6  | Ecuador   | 8    | 9  | 2  | 2  | 5  | 11 | 17 | -6   |
| 7  | Bolivia   | 6    | 4  | 2  | 0  | 2  | 5  | 11 | -6   |
| 8  | Uruguay   | 4    | 4  | 1  | 1  | 2  | 7  | 6  | 1    |
| 9  | Chile     | 3    | 4  | 1  | 0  | 3  | 3  | 5  | -2   |
| 10 | Paraguay  | 1    | 4  | 0  | 1  | 3  | 3  | 10 | -7   |

## Goleadores
| Jugador            | Selección | Goles |
| ------------------ | --------- | ----- |
| Lulinha            | Brasil    | 12    |
| Fabio              | Brasil    | 7     |
| Cristian Nazarit   | Colombia  | 6     |
| James Rodríguez    | Colombia  | 3     |
| Christian La Torre | Perú      | 3     |
| Reimond Manco      | Perú      | 3     |
| Yonathan del Valle | Venezuela | 3     |
| Nicolás Mazzola    | Argentina | 3     |

## Clasificados al Mundial Sub-17 Corea del Sur 2007
| Brasil | Colombia | Argentina | Perú |
| ------ | -------- | --------- | ---- |